# 투오모 루투
투오모 이사키 루투(핀란드어: Tuomo Iisakki Ruutu, 1983년 2월 16일~)는 핀란드의 아이스하키 선수, 지도자로 포지션은 레프트윙이다. 현역 시절 내셔널 하키 리그의 시카고 블랙호크스, 캐롤라이나 허리케인스, 뉴저지 데블스 소속으로 뛰었다.
국제 대회에 핀란드 대표팀의 일원으로 참가했으며 올림픽에서 동메달 2개(2010, 2014)를 획득했다.

## 개인사
형인 야르코 루투도 아이스하키 선수로 활동했다.